# Asrijja
Asrijja (arab. أسرية) – miejscowość w Syrii, w muhafazie Hama. W 2004 roku liczyła 2118 mieszkańców.